# Pyrgospira ostrearum
Pyrgospira ostrearum là một loài ốc biển, là động vật thân mềm chân bụng sống ở biển trong họ Turridae.